# Damian Lee
Damian Lee (1950) è un regista, sceneggiatore e produttore cinematografico canadese.

## Biografia
Damian Lee è nato nel 1950, durante gli anni '80 ha fondato la compagnia di produzione Rose & Ruby in collaborazione con il collega e amico David Mitchell.
Ha sposato Lara Daans il 19 ottobre 1997 ed è padre di Zion Lee.

## Filmografia parziale

### Regista
- 1987 - Last Man Standing
- 1989 - Denti assassini
- 1990 - Abraxas, Guardian of the Universe
- 1995 - No Exit
- 1996 - Moving Target
- 1998 - L'istinto della caccia
- 2000 - Captured
- 2007 - The Poet
- 2011 - Sacrifice
- 2012 - A Dark Truth - Un'oscura verità
- 2013 - Breakout - Weekend di paura
- 2014 - A Fighting Man